# Deportació
|  | No s'ha de confondre amb extradició. |

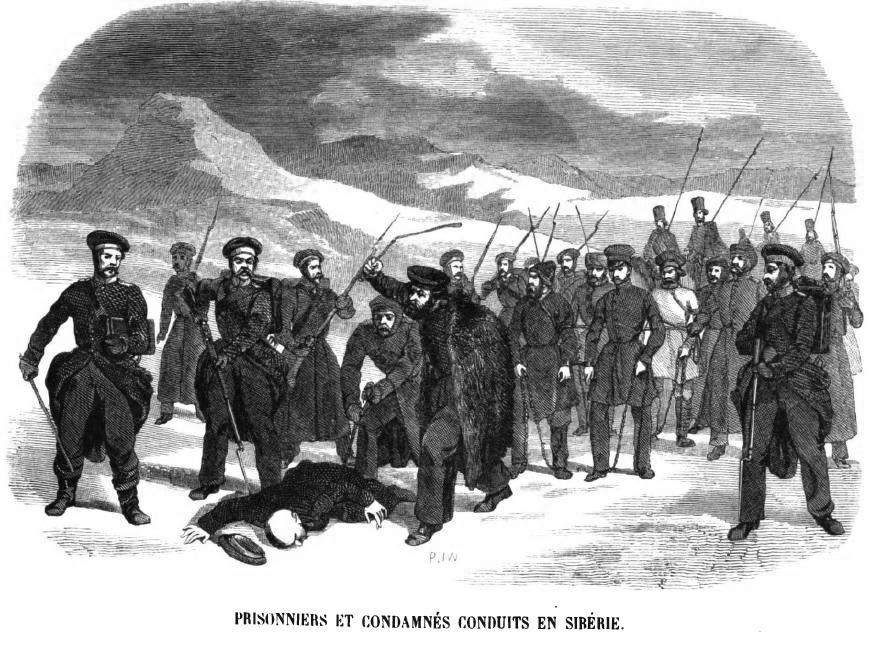
Presos i gendarmes al camí de Sibèria, 1845.

 Deportació  és l'acció de desterrament del qual són víctimes individus o grups de persones usualment per raons polítiques, també es denomina deportació a l'acció d'expulsió d'un país a estrangers que es trobin en estat d'immigració il·legal.
S'ha aplicat com a càstig, amb finalitats aïllacionistes o esclavistes. En alguns casos la deportació de comunitats té com a causa diferències ètniques o religioses.
En tot cas, les causals que han portat històricament a la deportació de qualsevol grup és considerada com un acte segregacionista i ha comportat en diverses oportunitats greus abusos i fins i tot l'extermini o genocidi de poblacions senceres.

## Història
Des d'un punt de vista estrictament històric la Bíblia fa referència en diversos passatges a deportacions massives, reconegudes actualment com a històriques, cal esmentar el trasllat de gran part de la població israelita a Babilònia, evidentment contra la seva voluntat i amb finalitats esclavistes. En l'època de l'Imperi Romà diverses tribus van ser forçades a mobilitzar cap a l'imperi (tracis, dalmacios) o fora d'aquest (germans, celtes, magyares) bé per voluntat dels exèrcits romans o per fugir de l'empenta dels enemics d'aquests.
Ja en èpoques més recents diversos grups ètnics s'han vist obligats a llargues mobilitzacions a causa de l'empenta de les invasions islàmiques de la baixa edat mitjana, i fins i tot posteriorment poblacions senceres gregues, albaneses i de l'antic Imperi Romà d'Orient es van veure forçades a retirar-se de les seves fronteres naturals cap al nord-est d'Europa a causa de les trobades entre els exèrcits croats i els otomans.
En Rússia la deportació de presoners polítics o persones que simplement resultaven incòmodes per Sibèria va ser una pràctica comuna des de l'època d'Ivan Grozni i va prosseguir fins a l'era soviètica.
Durant la Primera Guerra Mundial, la població armènia de la província d'Anatòlia va patir deportacions massives i accions genocides.
Durant la Segona Guerra Mundial el Govern alemany va dur a terme l'extermini jueu, realitzat, en gran part, després de la deportació de les víctimes des dels llocs d'origen fins als camps i centres d'extermini, situats en la Polònia ocupada. Els nazis van deportar també a altres grups ètnics, polítics i socials al llarg de l'Europa ocupada per ells, com a mesura de repressió.
Després de la Segona Guerra Mundial, la majoria dels refugiats alemanys (13 milions) van ser expulsats de les antigues regions germanes de Pomerània, Silèsia, Prússia Occidental - Danzig i Prússia Oriental, avui territoris polonès i rus, Alsàcia, avui territori francès, així com els Sudets txecs i altres països del centre i est europeus.
En l'actualitat segueix duent-se a terme en diferents estats. Espanya, per exemple, va deportar a la fi del segle xx a desenes de presumptes membres d'ETA, la majoria a Àfrica i Llatinoamèrica, dels quals cap ha tornat encara a seu lloc d'origen.